# Martina Battocchio
Martina Battocchio (Zevio, 24 maggio 1995) è un'ex calciatrice italiana, di ruolo attaccante o centrocampista.

## Carriera

### Club
Martina Battocchio cresce calcisticamente nelle giovanili del Bardolino Verona fino alla formazione Primavera nel 2013. Viene poi inserita dal tecnico Renato Longega nella rosa della prima squadra durante la stagione 2010-2011, facendo il suo esordio in Serie A il 29 gennaio 2011, alla 13ª giornata, in occasione dell'incontro pareggiato 2-2 con le avversarie della Reggiana, quando al 46' rileva Marica Usvardi partita titolare. Da quella data Longega decide di impiegarla con regolarità fino al termine della stagione, nella quale Battocchio segna la sua prima rete nel massimo campionato italiano femminile di calcio l'incontro successivo, fissando sul 4-1 il punteggio nella trasferta con il Chiasiellis, e la sua prima doppietta siglando nell'ultimo incontro di campionato due delle reti con cui la sua squadra supera la Reggiana 4-0. La squadra terminerà la stagione con il quinto posto nel campionato di Serie A 2010-2011 e i quarti di finale in Coppa Italia.
Rimane con il Bardolino Verona anche la stagione successiva, con Longega che la impiega nel settore centrale, totalizzando al termine del campionato 17 presenze e una rete siglata ma sempre in turnover con altre giocatrici. Condivide con le compagne il suo maggior risultato sportivo, il secondo posto in campionato e nuovamente il raggiungimento dei quarti di finale in Coppa Italia 2011-2012.
Rinnovato l'accordo anche per la stagione 2012-2013, grazie al risultato ottenuto in campionato Battocchio ha l'occasione di fare il suo debutto in UEFA Women's Champions League il 26 settembre 2012, nell'incontro di andata valido per i sedicesimi di finale della stagione, dove a Stratford-upon-Avon le inglesi del Birmingham City superano le italiane per 2-0, risultato poi ribaltato per il 3-0 casalingo.
Formalmente in rosa anche per la stagione successiva, con la squadra che muta la propria denominazione in AGSM Verona, Battocchio non viene mai utilizzata in campionato causa anche un problema fisico che la tiene lontana dai campi di gioco ritornando ad allenarsi solo a fine stagione.
Durante il calciomercato estivo 2014 trova un accordo con il Valpolicella, appena retrocesso in Serie B, che nell'ottica del progetto del ritorno al massimo livello del campionato opera anche un ringiovanimento della rosa a disposizione. Battocchio rimane con la nuova società per la sola stagione 2014-2015, totalizzando 18 presenze e siglando 10 reti, nella quale la squadra, pur protagonista del girone B, deve accontentarsi del secondo posto a 7 punti dal Südtirol.

## Nazionale
Battocchio inizia ad essere convocata dalla Federazione Italiana Giuoco Calcio (FIGC) dal 2010, chiamata dal tecnico Enrico Sbardella nella formazione Under-17 impegnata nelle fasi di qualificazione all'edizione 2011 del campionato europeo di categoria. Fa il suo debutto nel torneo UEFA il 20 settembre 2010, nell'incontro vinto dalle Azzurrine per 4-0 sulle pari età della Bulgaria e valido per il primo turno di qualificazione. Sbardella la impiega in tutti i sei incontri disputati dall'Italia nella prima e nella seconda fase, senza tuttavia che la squadra riesca a qualificarsi per la fase finale.

### Riviste
- Federica Vilio, Valpo Femminile riparte con la new generation, in SportDi+ magazine, n. 31, Verona, Settembre/Ottobre 2014.